# Подсобный (Кемеровская область)
Подсобный — посёлок в Яйском районе Кемеровской области России. Входит в состав Безлесного сельского поселения.

## География
Посёлок находится в северной части области, на правом берегу реки Каргана (бассейн реки Яя), к северу от города Анжеро-Судженск, на расстоянии примерно 27 километров (по прямой) к западу от районного центра посёлка городского типа Яя. Абсолютная высота — 183 метра над уровнем моря.
Часовой пояс
Посёлок Подсобный, как и вся Кемеровская область, находится в часовой зоне МСК+4. Смещение применяемого времени относительно UTC составляет +7:00.

## Население
| 2010 |
| ---- |
| 24   |

Гендерный состав
По данным Всероссийской переписи населения 2010 года в гендерной структуре населения мужчины составляли 45,8 %, женщины — соответственно 54,2 %.
Национальный состав
Согласно результатам переписи 2002 года, в национальной структуре населения русские составляли 86 % из 36 чел.

## Улицы
Уличная сеть посёлка состоит из одной улицы (ул. Лесная).